# Severn Bridge
De Severn Bridge is een hangbrug over de rivieren Severn en Wye die Engeland verbindt met Wales.

## Geschiedenis
De Schotse ingenieur Thomas Telford had al in 1824 voor de bouw van een brug over de Severn gepleit, maar pas na de Tweede Wereldoorlog werden plannen gemaakt voor een nationaal gefinancierd netwerk van hoofdwegen waarvan ook de Severn Bridge deel uitmaakte. In 1961 werd begonnen met de bouw van de brug, die vijf jaar zou duren en uiteindelijk acht miljoen pond kostte.
Op 8 september 1966 verrichtte koningin Elizabeth II de officiële opening van de Severn Bridge, die vanaf dat moment de veerboot van Aust naar Beachley verving.
In 1984 was de hoeveelheid verkeer over de brug verdrievoudigd. Er werd opdracht gegeven voor een onderzoek naar de bouw van een tweede verbinding, hetzij een tunnel, hetzij een brug. De uitkomst van het onderzoek volgde twee jaar later: het advies luidde een tweede brug te bouwen iets ten zuiden van de Severn Bridge. De bouw van deze Second Severn Crossing begon in 1992 en op 5 juni 1996 werd de brug geopend.

## Eigenaren
In november 2010 was de brug eigendom van:
- John Laing, voor 35%
- VINCI, voor 35%
- Bank of America, voor 15%
- Barclays Capital, voor 15%